# Крюгер, Эрен
Эрен Крюгер (англ. Ehren Kruger, род. 5 октября 1972) — американский сценарист и продюсер. Он наиболее известен как сценарист трёх фильмов серии «Трансформеры», которыми являются «Месть падших», «Тёмная сторона Луны» и «Эпоха истребления».

## Жизнь и карьера
Крюгер вырос в Александрии, штат Виргиния, учился в колледже Нью-Йоркского университета. Он посещал Старую школу науки и техники имени Томаса Джефферсона, окончив её в 1990 году.
Он является автором сценариев «Дорога на Арлингтон», «Крик 3» и «Азартные игры». Он был номинирован на премию Брэма Стокера за лучший сценарий к фильму «Звонок».
Он также немного подкорректировал сценарий фильма «Крик 4», когда Кевину Уильямсону пришлось покинуть производство.
Ранее в своей карьере, после написания сценария «Дорога на Арлингтон», он получил Николловскую стипендию от Академии кинематографических искусств и наук в 1996 году. Крюгер написал сценарий телевизионной адаптации фильма Терри Гиллиама «Братья Гримм».

## Фильмография
| Год  | Название                            | Указан как                        | Режиссёр            | Студия                                      | Rotten Tomatoes |
| ---- | ----------------------------------- | --------------------------------- | ------------------- | ------------------------------------------- | --------------- |
| 1998 | Убийцы в доме                       | Сценарист                         | Майкл Шульц         | Studios USA                                 | -               |
| 1999 | Дорога на Арлингтон                 | Сценарист                         | Марк Пеллингтон     | Screen Gems PolyGram Pictures               | 62 %            |
| 2000 | Крик 3                              | Сценарист                         | Уэс Крэйвен         | Dimension Films                             | 31 %            |
| 2000 | Азартные игры                       | Сценарист                         | Джон Франкенхаймер  | Dimension Films                             | 25 %            |
| 2001 | Пришелец                            | Сценарист                         | Гэри Фледер         | Dimension Films                             | 22 %            |
| 2002 | Звонок                              | Сценарист                         | Гор Вербински       | DreamWorks Pictures                         | 72 %            |
| 2005 | Звонки                              | Сценарист                         | Джонатан Либесман   | DreamWorks Pictures                         |                 |
| 2005 | Звонок 2                            | Сценарист                         | Хидэо Наката        | DreamWorks Pictures                         | 20 %            |
| 2005 | Ключ от всех дверей                 | Сценарист                         | Иэн Софтли          | Universal Studios                           | 39 %            |
| 2005 | Братья Гримм                        | Сценарист Продюсер                | Терри Гиллиам       | Miramax Films                               | 37 %            |
| 2007 | Кровь и шоколад                     | Сценарист Исполнительный продюсер | Катя фон Гарнье     | Metro-Goldwyn-Mayer                         | 11 %            |
| 2009 | Трансформеры: Месть падших          | Сценарист                         | Майкл Бэй           | DreamWorks Pictures Paramount Pictures      | 19 %            |
| 2011 | Дом грёз                            | Продюсер                          | Джим Шеридан        | Universal Studios                           | 6 %             |
| 2011 | Крик 4                              | Исполнительный продюсер           | Уэс Крэйвен         | Dimension Films                             | 58 %            |
| 2011 | Трансформеры 3: Тёмная сторона Луны | Сценарист                         | Майкл Бэй           | Paramount Pictures                          | 36 %            |
| 2014 | Трансформеры: Эпоха истребления     | Сценарист                         | Майкл Бэй           | Paramount Pictures                          | 18 %            |
| 2017 | Звонки                              | Исполнительный продюсер           | Ф. Хавьер Гутьеррес | Paramount Pictures                          | 8 %             |
| 2017 | Призрак в доспехах                  | Сосценарист                       | Руперт Сандерс      | Paramount Pictures                          | 44 %            |
| 2019 | Дамбо                               | Продюсер                          | Тим Бёртон          | Walt Disney Pictures Tim Burton Productions | 47 %            |